# Trailer
Trailers hoặc previews là các đoạn phim quảng cáo cho một bộ phim hoặc một chương trình nghe nhìn.
Trên các kênh chuyên phim như HBO, Star Movies... các trailer thường được chiếu đi chiếu lại nhiều lần trong ngày, trong tháng và có độ dài bất kỳ. Tuy nhiên, độ dài phổ biến nhất thường là từ 30 giây đến 1 phút.

## Định nghĩa về Trailer
Trailer hay phim quảng cáo cho bộ phim sắp được chiếu trong tương lai tại một rạp chiếu phim, trên các màn hình mà chúng được hiển thị. Thuật ngữ "trailer" đến từ nguyên trạng ban đầu là đoạn phim được hiển thị ở cuối của một chương trình phim. Cách làm này đã không kéo dài, bởi vì khách có xu hướng rời khỏi nhà hát sau khi kết thúc phim. Sau đó, trailer được hiển thị trước khi việc chiếu phim bắt đầu hoặc sử dụng như phim quảng cáo.
Không chỉ chiếu ở phía trước các rạp chiếu phim, nhà hát, trailer bây giờ đã trở thành rất phổ biến trên Internet. Hiện có một số lượng khoảng 10 tỷ video trực tuyến được đưa lên và theo dõi hàng năm, phim trailers xếp hạng 3, sau tin tức và các loại video tự tạo.

## Lịch sử
Trailer đầu tiên được chiếu trong một rạp chiếu phim Mỹ vào tháng 11-1913, khi Nils Granlund, quản lý các chương trình quảng cáo cho Marcus Loew (công ty có chuỗi rạp chiếu phim), sản xuất một phim ngắn quảng bá cho phim ca nhạc "The Pleasure Speaker" sắp được trình chiếu tại Nhà hát Winter Garden trên phố Broadway.
Cho đến cuối những năm 1950, trailers đã được sản xuất ở phần lớn là quốc gia. Hầu hết các trailers đã có một số hình thức thể hiện mạnh hơn như nhạc cũng như lời thoại.
Trong đầu thập niên 1960, công nghệ làm trailers đã tiến bộ vượt bậc với việc sử dụng các hình ảnh động.
Lời thoại ít đi, kỹ thuật cắt ghép nhiều hơn, nhiều khuôn hình là xu hướng chung của trailer.